# مقاطعة فورت بيند (تكساس)
مقاطعة فورت بيند (بالإنجليزية: Fort Bend  County)‏ هي إحدى المقاطعات في ولاية تكساس، الولايات المتحدة الأمريكية.

## معرض صور

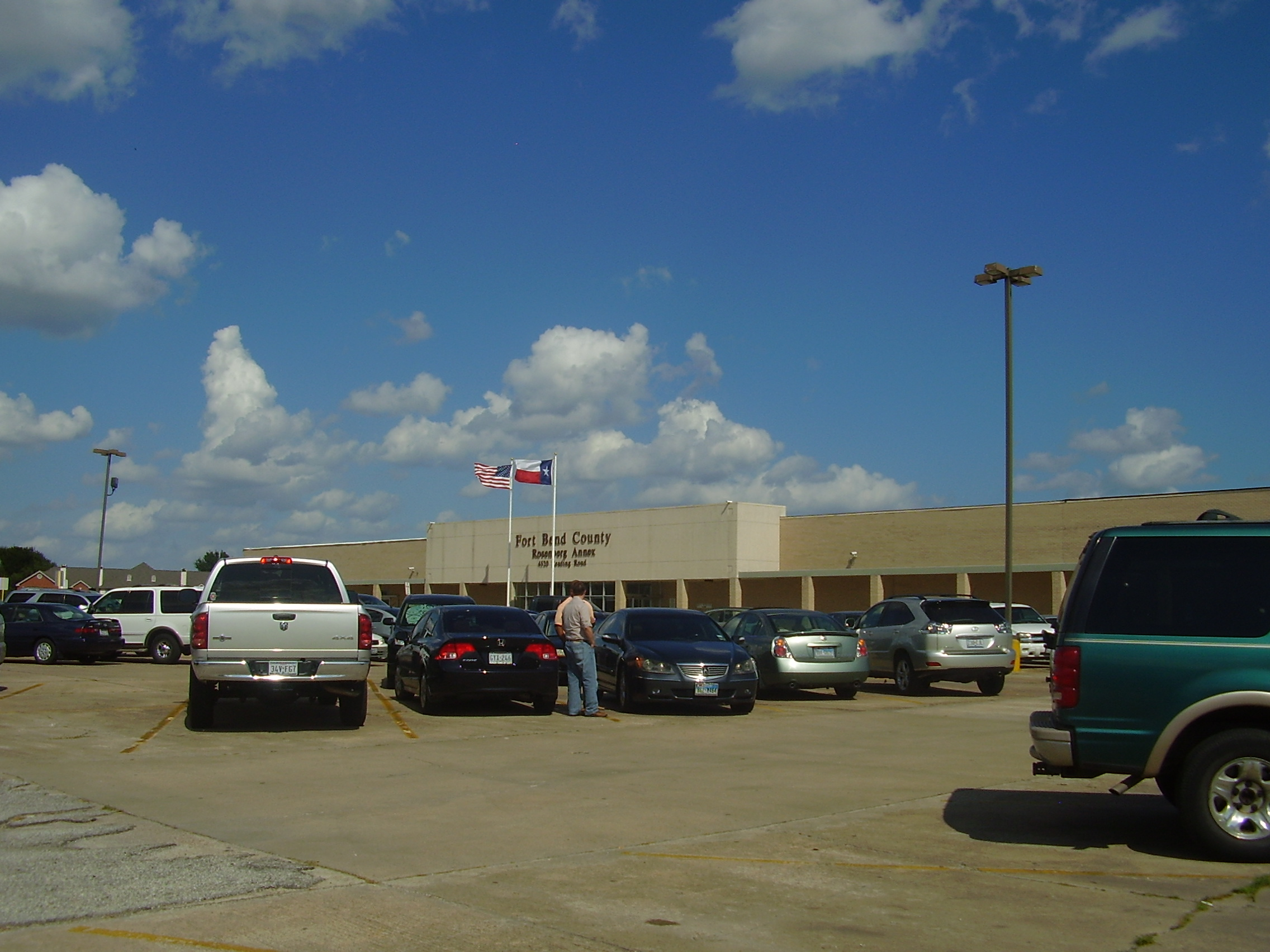
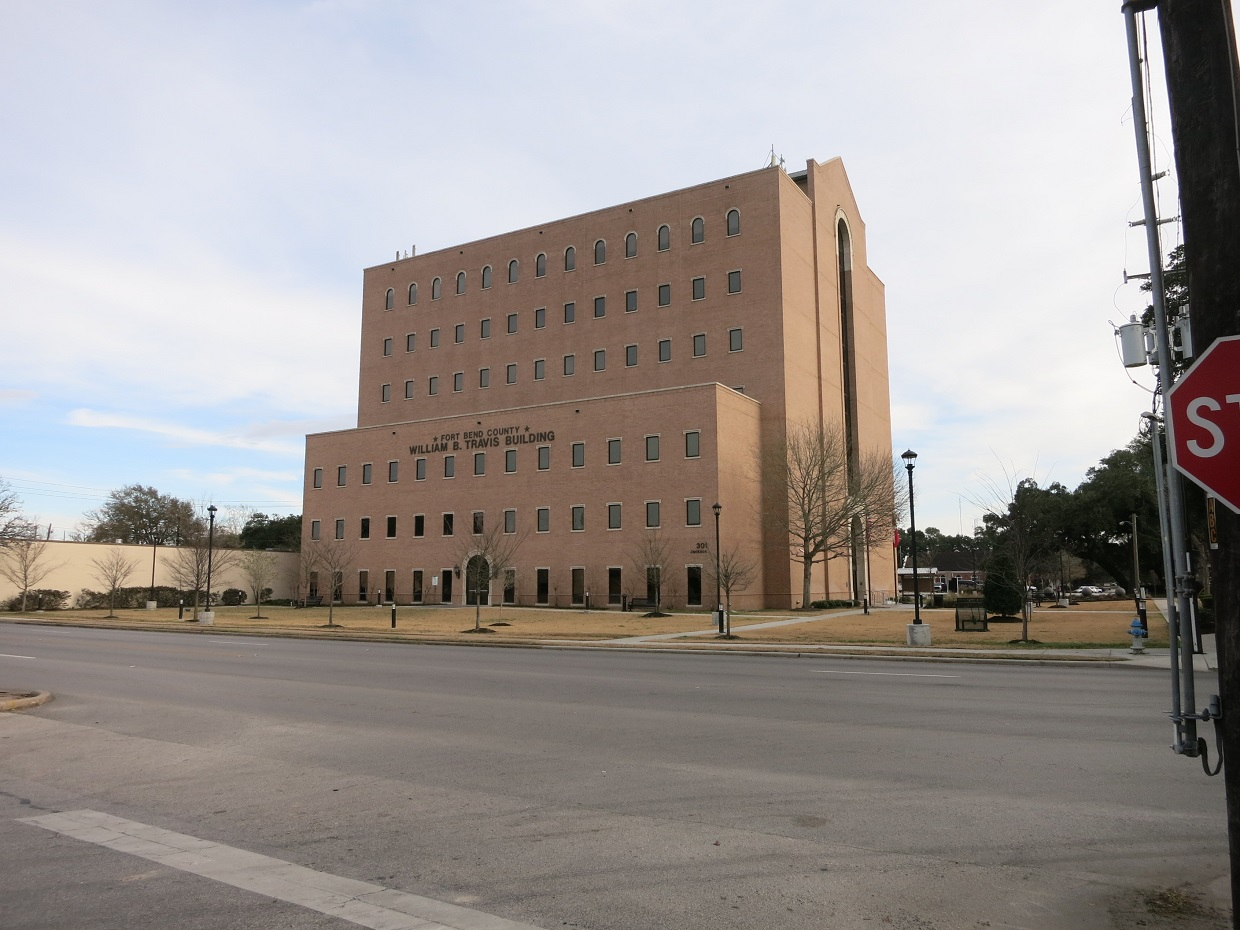
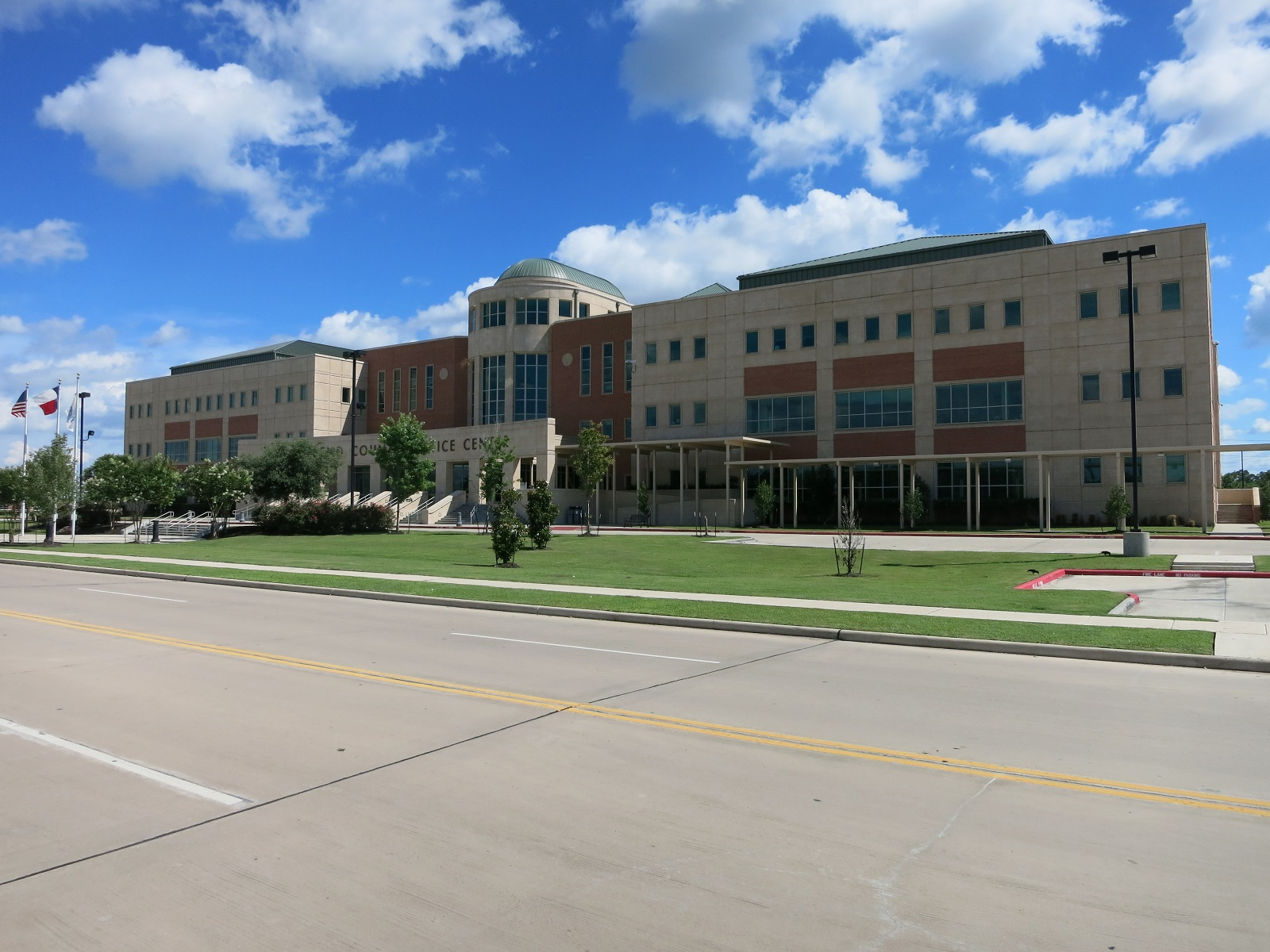